# Lucio Fasolato

La rosa della SPAL 1975-1976, Fasolato è il primo accosciato da destra, al fianco di Franco Pezzato.

Lucio Fasolato (Abano Terme, 22 giugno 1951) è un dirigente sportivo, allenatore di calcio ed ex calciatore italiano, di ruolo centrocampista, attuale responsabile del settore giovanile del Mestrinorubano.

## Carriera

### Giocatore
Ha disputato quattro campionati di Serie B con la maglia della SPAL, totalizzando complessivamente 133 presenze e 4 reti fra i cadetti. Inoltre ha giocato per Sottomarina, Bellaria e Padova.

### Allenatore e dirigente
È stato vice allenatore del Treviso guidato da Maurizio Viscidi. Nel 2005 ha svolto l'incarico di supervisore del vivaio del Thermal Abano insieme ad Angelo Montrone. Dal 2009 al 2018 è stato il responsabile del settore giovanile del Cittadella.. Ha contribuito a portare in prima squadra alcuni giocatori del vivaio granata tra cui Marco Varnier e Massimiliano Busellato. 
Dal 1 luglio 2018 la sua carica è stata rivestita da Cristian La Grottería. Fasolato invece ha assunto il ruolo di responsabile del settore giovanile del Mestrinorubano

## Palmarès

### Giocatore
- Serie C: 1

S.P.A.L.: 1977-1978
- Serie C2: 1

Padova: 1980-1981